# Clara Lida
Clara Eugenia Lida (née à Buenos Aires, en Argentine, le 27 décembre 1941), connue sous le nom de Clara Lida, est une historienne, auteure et professeure argentine.
Elle possède une large carrière universitaire liée d'une part à l'étude des mouvements sociaux, anarchistes et socialistes en Europe et en Amérique latine, et d'autre part à l'étude de l'immigration et l'exil républicain espagnol au Mexique. Elle travaille actuellement au Colegio de México, où elle a fondé et co-dirige la chaire Mexique-Espagne depuis 2006, ainsi que le séminaire permanent Mexique-Espagne et le séminaire permanent d'histoire sociale, tous deux depuis 2002.

## Biographie
Fille de la professeure de philosophie Leonor García et du philologue Raimundo Lida (1908-1979), elle est l'élève de Silvio Zavala au Mexique et de Vicente Lloréns à l'Université de Princeton.
Sa formation d'historienne commence à l'Université Brandeis dans le Massachusetts, aux États-Unis, où elle obtient son diplôme en 1963. L'année suivante, elle obtient sa maîtrise en histoire au Colegio de México. Entre 1965 et 1969, elle fait un doctorat en histoire et littérature à l'Université de Princeton. Pendant les deux décennies suivantes, elle enseigne à l'Université Wesleyenne, à Middletown (Connecticut), entre 1968 et 1974, et à l'Université d'État de New York, à Stony Brook (1974-1987). Elle est professeure invitée à l'Université de Californie à Los Angeles, à l'Université de Porto Rico et à l'École des Hautes Études de Paris. Elle donne également des conférences et des ateliers en Espagne, en Allemagne, aux Pays-Bas, en Angleterre, au Japon et en Amérique latine.

## Au Colegio de México et à l'étranger
Depuis 1982, elle est professeure et chercheuse au Centre d'études historiques du Colegio de México, où elle dirige actuellement la Chaire Mexique-Espagne. Elle dirige dans la même institution les séminaires permanents Mexique-Espagne et d'histoire sociale. Elle est professeure invitée à l'Université de California, à Los Angeles en Californie, à l'Université Internationale Menéndez Pelayo, à l'Université Nationale Autonome de México, où elle occupe la Chaire des enseignants de l'exil, et à l'École des hautes études en sciences sociales de Paris, entre autres institutions. En 1969, elle fonde aux États-Unis la Society for Spanish and Portuguese Historical Studies, une association nationale d'historiens ibériques qu'elle dirige entre 1969 et 1972. En outre, elle donne de nombreux cours, séminaires et conférences dans des institutions universitaires au Mexique, en Espagne, aux États-Unis, en Europe, en Amérique latine et au Japon.

## Recherche
Ses intérêts en tant qu'historienne sont centrés sur l'Espagne, souvent dans une approche comparative avec le reste de l'Europe ou la reliant au Mexique et à l'Amérique latine. Ses publications sont des références incontestables sur des domaines thématiques qui approfondissent certains aspects sociaux ou construisent des ponts entre un côté et l'autre de l'Atlantique. Ses travaux sur les migrations et les exils des espagnols au Mexique et en Amérique du Sud sont pionniers et traitent des aspects culturels, institutionnels, sociaux et quantitatifs. De la même manière, ses études d'histoire sociale sur les mouvements révolutionnaires européens et le monde hispanique sont largement reconnues et citées. Enfin, elle apporte des contributions à des thèmes littéraires sur le roman historique de Benito Pérez Galdós, le roman picaresque espagnol et les aspects culturels et discursifs de la littérature anarchiste. Dans une facette artistique moins connue, elle s'est aussi aventurée dans la création poétique.

## Récompenses
Pour ses contributions à l'histoire de l'Espagne et à l'étude des espagnols au Mexique, elle reçoit en 2006 l'Ordre du Mérite civil, décerné par l'État espagnol pour ses mérites académiques. En 2007, l'Institut de Sciences et Technologie du District Federal la distingue en créant le Prix Clara E. Lida, dans la catégorie Éducation, Science et Société. L'Université de Cadix lui décerne un doctorat honoris causa en 2009.
Elle est fondatrice et est actuellement associée honoraire de l'Asociación Latinoamericana e Ibérica de Historia Social (ALIHS). Le prix de la meilleure thèse de doctorat en histoire sociale, décerné par cette institution, porte son nom.

## Associations et distinctions
Elle est membre de l'Académie mexicaine des sciences et chercheuse émérite du Système national des chercheurs (CONACYT, Mexique) et a reçu plusieurs bourses et distinctions de la Fondation Rockefeller, du Social Science Research Council, de l'American Council of Learned Societies, de l'UNESCO, du DAAD (Office allemand d'échanges universitaires) et de la Research Foundation de l'Université d'État de New York. Elle a également été reconnue comme membre honoraire de l'Université de Princeton ; Professeure invitée du Center for the Humanities, Université Wesleyenne ; Chercheuse invitée de l'Institut international d'histoire sociale, à Amsterdam ; Membre invitée du séminaire de l'Université Columbia sur l'histoire du travail et sur l'histoire de l'Amérique latine.

## Publications
Elle est auteure, co-auteure, coordonnatrice, compilatrice ou co-coordonnatrice de plus d'une vingtaine d'ouvrages spécialisés et de plus d'une centaine d'articles et chapitres d'ouvrages dans des publications scientifiques dans ses domaines de recherche. Elle a également publié un recueil de poésie, Variación última (2002), et des poèmes dans diverses revues littéraires. Les citations de ses publications dépassent le millier.

### Livres de recherche
- Anarquismo y revolución en la España del XIX (1972)
- La Mano Negra. Anarquismo agrario en Andalucía[4] (1972)
- La Casa de España en México (1988; 1992) (En collaboration avec José Antonio Matesanz et Beatriz Morán)
- La main noire. Anarchisme rural, sociétés clandestines et répression en Andalousie, 1870-1888[5] (2011)
- Inmigración y exilio: reflexiones sobre el caso español (1997)
- La Casa de España y El Colegio de México: memoria 1938-2000 (2000) (En collaboration avec José Antonio Matesanz et Josefina Zoraida Vázquez)
- Caleidoscopio del exilio. Actores, memoria, identidades (2009)

### Travaux comme compilatrice
- La Revolución de 1868. Historia, pensamiento y literatura (1970) (co-coordination d'anthologie avec Iris M. Zavala)
- Antecedentes y desarrollo del movimiento obrero español: Textos y documentos[6] (1973) (Étude et compilation)
- Tres aspectos de la presencia española en México durante el Porfiriato (1981) (Étude et compilation)
- El Colegio de México: una hazaña cultural (1990 ; 1993) (coordonné avec José Antonio Matesanz, avec la participation d'Antonio Alatorre, Francisco R. Calderón et Moisés G. Navarro)
- Una inmigración privilegiada: comerciantes, empresarios y profesionales españoles en México en los siglos XIX y XX (1994) (Étude et compilation)
- España y el Imperio de Maximiliano (1999) (Étude et compilation)
- México y España en el primer franquismo, 1939-1950: rupturas formales, relaciones oficiosas (2001) (Étude et compilation)
- Trabajo, ocio y coacción en el siglo XIX (2003) (compilatrice avec Sonia Pérez Toledo)
- Impulsos e inercias del cambio económico. Ensayos en honor de Nicolás Sánchez-Albornoz (2004) (compilatrice avec José A. Piqueras)
- Argentina 1976. Estudios en torno al golpe de Estado (2007) (compilatrice avec Horacio Crespo et Pablo Yankelevich)
- Cultura y práctica del anarquismo ibero-americano, desde sus orígenes hasta la Primera Guerra mundial (2012) (compilatrice avec Pablo Yankelevich et collaboratrice)
- Las derechas iberoamericanas: Desde el final de la Primera Guerra hasta la Gran Depresión (2019) (compilatrice avec Ernesto Bohoslavsky et David Jorge)